# تام کوربت
تام کوربت (به انگلیسی: Tom Corbett) فرماندار سابق ایالت پنسیلوانیا از حزب جمهوری‌خواه ایالات متحده آمریکا است که در تاریخ ۱۸ ژانویه ۲۰۱۱ میلادی به عنوان فرماندار انتخاب شد و تا سال ۲۰۱۵ در این سمت باقی ماند. درتاریخ ۲۰ ژانویه ۲۰۱۵ تام ولف به عنوان فرماندار پنسیلوانیا جایگزین او شد.